# Boxeuropameisterschaften 1934
Die 4. Herren-Boxeuropameisterschaften der Amateure wurden vom 11. April bis 15. April 1934 zum zweiten Mal in Folge in Budapest, Ungarn, ausgetragen.
Es wurden Titel in acht Gewichtsklassen vergeben. Ungarn und England behielten jeweils zwei Titel, Deutschland, Italien, Österreich und Finnland jeweils einen.

## Ergebnisse
| Klasse            | Gold                       | Silber                    | Bronze                     |
| Fliegengewicht    | Patrick Palmer England     | Frigyes Kubinyi Ungarn    | Szapsel Rotholc Polen      |
| Bantamgewicht     | István Énekes Ungarn       | Stig Cederberg Schweden   | Tadeusz Rogalski Polen     |
| Federgewicht      | Otto Kästner Deutschland   | Dezső Frigyes Ungarn      | Mieczysław Forlański Polen |
| Leichtgewicht     | Marino Facchin Italien     | Imre Harangi Ungarn       | Karl Schmedes Deutschland  |
| Weltergewicht     | David McCleave England     | István Varga Ungarn       | Ole Røisland Norwegen      |
| Mittelgewicht     | Lajos Szigetti Ungarn      | Witold Majchrzycki Polen  | Alfredo Neri Italien       |
| Halbschwergewicht | Hans Zehetmayer Österreich | Roman Antczak Polen       | Wilhelm Pürsch Deutschland |
| Schwergewicht     | Gunnar Bärlund Finnland    | Herbert Runge Deutschland | Patrick Floyd England      |

## Medaillenspiegel
| Rang | Land               | Gold | Silber | Bronze | Gesamt |
| ---- | ------------------ | ---- | ------ | ------ | ------ |
| 01   | Ungarn             | 2    | 4      | 0      | 6      |
| 02   | England            | 2    | 0      | 1      | 3      |
| 03   | Deutsches Reich    | 1    | 1      | 2      | 4      |
| 04   | Königreich Italien | 1    | 0      | 1      | 2      |
| 05   | Österreich         | 1    | 0      | 0      | 1      |
| 05   | Finnland           | 1    | 0      | 0      | 1      |
| 07   | Polen              | 0    | 2      | 3      | 5      |
| 08   | Schweden           | 0    | 1      | 0      | 1      |
| 09   | Norwegen           | 0    | 0      | 1      | 1      |
|      | Gesamt             | 8    | 8      | 8      | 24     |